# Saint-Laurent (Montreal)
Saint-Laurent ist eines von 19 Arrondissements der Stadt Montreal in der kanadischen Provinz Québec. Vor 2002 war es eine eigenständige Gemeinde. Im Jahr 2011 zählte der 42,8 km² große Stadtbezirk 93.842 Einwohner. Der Rohstoffkonzern 5N Plus hat seinen Sitz in Saint-Laurent.

## Geographie
Saint-Laurent liegt ungefähr im Zentrum der Île de Montréal und ist sozialgeografisch Teil der Region West Island. Benachbarte Arrondissements der Stadt Montreal sind Pierrefonds-Roxboro im Nordwesten, Ahuntsic-Cartierville im Norden, Côte-des-Neiges–Notre-Dame-de-Grâce im Osten und Lachine im Süden. Darüber hinaus grenzt Saint-Laurent an folgende eigenständige Gemeinden: Dollard-Des Ormeaux im Westen, Dorval im Südwesten, Côte-Saint-Luc im Südosten und Mont-Royal im Nordwesten. Etwa die Hälfte des Bezirksgebiets besteht aus Industrie- und Gewerbezonen. Hinzu kommen ein Güterbahnhof und ein Teil des Flughafens Montreal.

## Geschichte
Im Jahr 1700 ließen sich die ersten Kolonisten hier nieder, nachdem der Sulpizianerorden das Gebiet zur Besiedlung freigegeben hatte. 1720 wurde die Pfarrei Saint-Laurent eingerichtet, benannt nach dem Heiligen Laurentius von Rom. Im Jahr 1845 erfolgte die Gründung der Gemeinde Saint-Laurent, die 1893 die Stadtrechte erhielt. 1912 spaltete sich Mont-Royal ab, 1964 wurde Notre-Dame-de-Liesse eingemeindet.

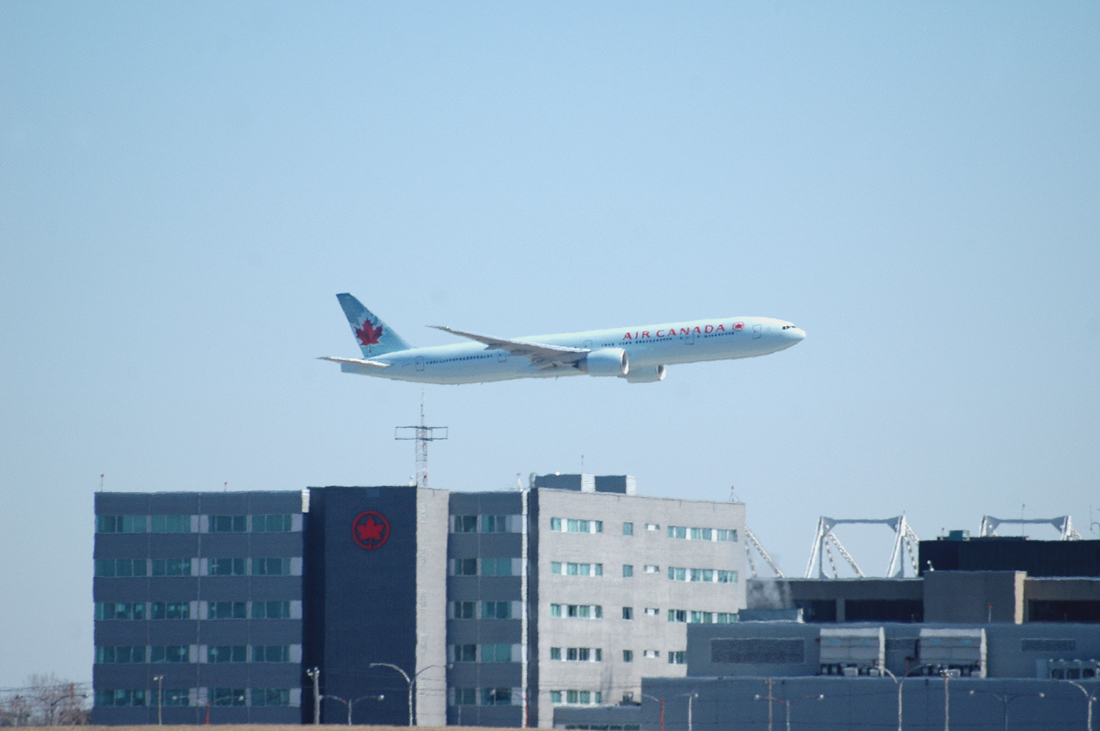
Hauptsitz von Air Canada

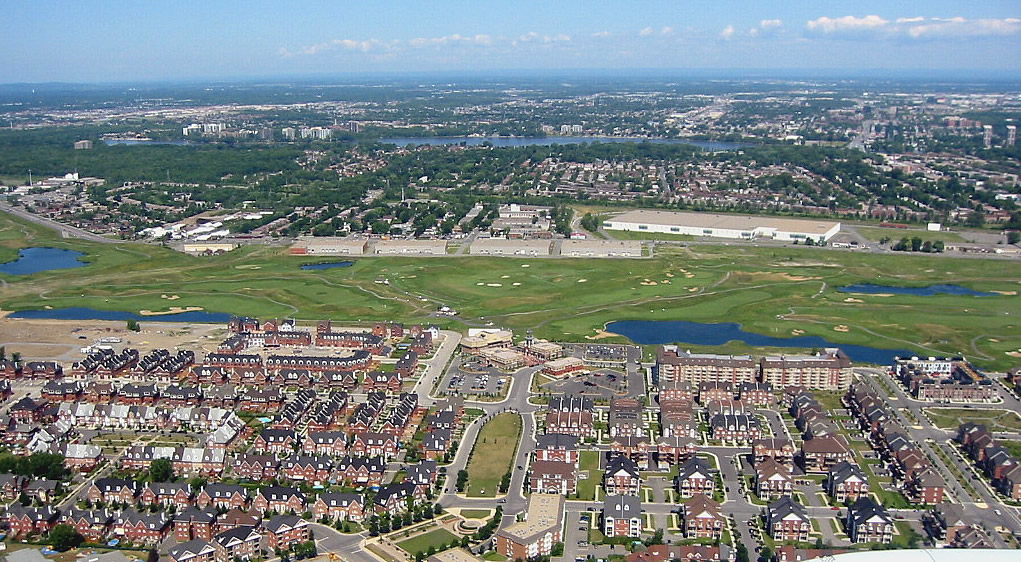
Das umgenutzte Gelände des ehemaligen Flughafens Cartierville

Die Kongregation vom Heiligen Kreuz errichtete 1847 in Saint-Laurent ihren kanadischen Hauptsitz, was zum weiteren Wachstum des Ortes beitrug. Nach der Eröffnung einer Eisenbahnlinie im Jahr 1885 siedelten sich zahlreiche Industriebetriebe an. 1918 wurde im Westen der Stadt der Flughafen Cartierville eröffnet, der sieben Jahrzehnte lang in Betrieb war. Im Zweiten Weltkrieg entwickelte sich Saint-Laurent zum Zentrum der kanadischen Luftfahrtindustrie, mit Unternehmen wie Vickers, Canadair und Bombardier Aerospace. In der Folge erlebte die Stadt einen enormen wirtschaftlichen Aufschwung; Industrie- und Gewerbebetriebe verdrängten die bisher vorherrschende Landwirtschaft vollständig. 1956 verlegte die staatliche Filmproduktionsgesellschaft National Film Board of Canada ihren Hauptsitz hierhin, 1992 auch die Fluggesellschaft Air Canada.
Am 1. Januar 2002 fusionierte Saint-Laurent mit Montreal und bildet seither ein Arrondissement. Gegen die von der Provinzregierung verfügte Fusion kam ein Referendum zustande. Zwar stimmte am 20. Juni 2004 eine Mehrheit für die Loslösung, doch das erforderliche Quorum (Zustimmung von 35 % aller Stimmberechtigten) wurde nicht erreicht.

## Bevölkerung
Gemäß der Volkszählung 2011 zählte Saint-Laurent 93.842 Einwohner, was einer Bevölkerungsdichte von 2193 Einwohnern/km² entspricht. Von den Befragten gaben 29,8 % Französisch und 15,5 % Englisch als Muttersprache an. Weitere bedeutende Sprachen sind unter anderem Arabisch (14,8 %), Chinesisch (7,5 %), Spanisch (4,2 %), Griechisch (3,8 %), Vietnamesisch (2,2 %), Armenisch (2,0 %) und Italienisch (2,0 %). Somit ist Saint-Laurent sehr multikulturell geprägt.

## Persönlichkeiten
- Philémon Cousineau (1874–1959), Jurist, Hochschullehrer und Politiker
- Mathieu Darche (* 1976), Eishockeyspieler

## Sehenswürdigkeiten
- Musée des maîtres et artisans du Québec